# Peter Reiss
Peter Reiss (ur. 22 lutego 1901, zm. 23 czerwca 1948) – zbrodniarz nazistowski, członek załogi niemieckich obozów koncentracyjnych Majdanek i Dachau oraz SS-Rottenführer. 
Volksdeutscher rumuński. Z zawodu pracownik rolny, był analfabetą. W czasie II wojny światowej pełnił służbę jako wartownik w obozach w Lublinie (i jego podobozie Warschau) oraz Dachau. 25 lutego 1947 został wydany Polsce przez władze amerykańskie. Za znęcanie się nad więźniami podczas służby w KL Warschau i przynależność do SS został skazany 29 grudnia 1947 przez Sąd Okręgowy w Lublinie na karę śmierci przez powieszenie. Wyrok wykonano w czerwcu 1948.